# ويل د. كوب
ويل د. كوب (بالإنجليزية: Will D. Cobb)‏ هو كاتب أغاني أمريكي، ولد في 6 يوليو 1876، وتوفي في 20 يناير 1930.

## وصلات خارجية
- ويل د. كوب على موقع IMDb (الإنجليزية)
- ويل د. كوب على موقع ميوزك برينز (الإنجليزية)
- ويل د. كوب على موقع قاعدة بيانات برودواي على الإنترنت (الإنجليزية)
- ويل د. كوب على موقع قاعدة بيانات برودواي على الإنترنت (الإنجليزية)
- ويل د. كوب على موقع ديسكوغز (الإنجليزية)